# 基臨尼師今
基臨尼師今（きりん にしきん、生年不詳 - 310年）は、新羅の第15代の王（在位:298年 - 310年）であり、姓は昔氏。第11代の助賁尼師今の孫であり、父は伊飡（2等官）の昔乞淑、母の名は伝わらない。『三国史記』新羅本紀・基臨尼師今紀の分注及び『三国遺事』王暦では基立（尼師今）とも記される。

## 治世
300年1月、倭国と使者を交わし、3月には楽浪･帯方の2国が帰服してきた。
307年、国号を新羅に戻した。
在位13年にして310年6月に死去した。埋葬地は伝わらない。